# Ostrhauderfehn
Ostrhauderfehn – gmina samodzielna (niem. Einheitsgemeinde) w Niemczech, w kraju związkowym Dolna Saksonia, w powiecie Leer.